# Nica Act
La Ley de Condicionalidad de Inversiones de Nicaragua, también conocida como NICA ACT,: Nicaragua Investment Conditionality Act en inglés o Nica Act es un proyecto de ley que, como respuesta al presunto fraude electoral cometido por el presidente nicaragüense Daniel Ortega durante las elecciones de 2016, impidió a Nicaragua tomar préstamos adicionales hasta que estuvieran dispuestos a tomar medidas efectivas para celebrar elecciones libres, justas y transparentes.
La «Nica Act» también establece otras condiciones como el fortalecimiento del estado de derecho, el combate de la corrupción y el respeto a la participación de partidos opositores.

## Historia
En 2016, el proyecto de ley fue aprobado por la Cámara de Representantes de Estados Unidos, pero no por el Senado y fue reintroducido a la Cámara de Representantes durante una nueva sesión en 2017. El Gobierno de Nicaragua se opuso a este proyecto de ley, siendo la vicepresidenta y primera dama de Nicaragua Rosario Murillo. calificándolo de acción «reaccionaria e intervencionista» que «socavaría el derecho de Nicaragua a continuar desarrollando el modelo socialista». Todos los Estados miembros del ALBA se oponen al proyecto de ley. Un grupo internacional de sindicalistas notables se ha opuesto También expresaron su oposición al proyecto de ley firmando una declaración de solidaridad en apoyo al Gobierno de Nicaragua: Rosa Pavanelli de la Internacional de Servicios Públicos; Joe O'Flynn de SIPTU; Owen Tudor del Congreso de Sindicatos; Tim Roache de la Unión General de Gran Bretaña ; Kevin Courtney del Sindicato Nacional de Maestros; Mick Cash del Sindicato Nacional de Trabajadores Ferroviarios, Marítimos y del Transporte; Dave Prentis de UNISON. Human Rights Watch apoyó la legislación, calificándola de «una poderosa herramienta para presionar al gobierno Ortega-Murillo para que ponga fin a su patrón de abuso contra los opositores».

### Aprobación
El Congreso de Estados Unidos aumento la presión contra el gobierno de Daniel Ortega en Nicaragua quedó aprobada la Ley de Condicionalidad de las Inversiones Nicaragüenses, conocida como el Nica Act en 2018 debido a la represión política del régimen de Ortega a las Protestas en Nicaragua de 2018.
El 20 de diciembre de 2018, el presidente de los Estados Unidos, Donald Trump, promulgó la Ley NICA después de que fuera aprobada por unanimidad por el Congreso. Esta promulgación se produjo ocho meses después del inicio de las protestas nicaragüenses de 2018-2020.

### Extensión
El senador republicano Marco Rubio y el demócrata Tim Kaine propusieron este jueves 8 de junio de 2023 extender hasta 2028 los efectos de la ley de sanciones a Nicaragua, conocida como «Ley Nica Act», que está previsto que venza a finales de este año debido al aumento de la represión política y religiosa del Régimen de Ortega Y Murillo contra la Iglesia Católica y grandes sectores políticos y ciudadanos nicaragüenses.